# Circuito di Torretta

Fig. 1.1 il circuito come da progetto

Il circuito di Torretta o autodromo Piano dell'Occhio è stato un circuito motociclistico ed automobilistico a Torretta in provincia di Palermo.

## Storia
I lavori per la costruzione del circuito sono iniziati nell'estate del 2003 con il livellamento del terreno, (sono stati rigettati nel terreno molti rifiuti provenienti da altri lavori, di natura non sempre molto conosciuta, ragion per la quale sono state svolte delle indagini). In particolare si è preferito dividere la costruzione di più punti per rendere fruibile il tracciato nonostante non fosse ancora completato. Il primo stralcio della pista è stato inaugurato nell'estate del 2007, solo una piccola porzione del progetto è stata completata, tale porzione è stata più volte lievemente modificata per essere adattata alle varie manifestazioni. Sono rimaste in costruzione box, tribune e le altre attrezzature di supporto, nonché la rimanente parte della pista. Il circuito ha chiuso nel 2019, al momento, nonostante varie richieste da parte degli appassionati, non ne è prevista la riapertura.

## Il tracciato
L'area del circuito si estende per circa 70 ettari nella Piana dell'Occhio posta alle spalle del monte Cuccio a circa 10 km da Palermo. Il solo circuito occupa un'estensione di circa 20 ettari. Attualmente la pista è lunga 2.4 km e una larghezza media di 14 metri.